# Christian Gouttepifre
Christian Gouttepifre (* 14. Januar 1943 in Kénadsa) ist ein ehemaliger französischer Autorennfahrer.

## Karriere im Motorsport
Christian Gouttepifre war während seiner Zeit als Rennfahrer zweimal beim 24-Stunden-Rennen von Le Mans am Start. 1975 hatte er vergeblich versucht sich für das Rennen zu qualifizieren. Die auf einem Ford Capri RS erzielte Trainingszeit reichte nicht aus, um am Renntag den Start gehen zu können. Sein Debüt gab er ein Jahr später an der Seite von Christian Bussi und Philippe Gurdjian. Das Rennen endete nach einem Motorschaden am Porsche Carrera RSR vorzeitig.
Bei seinem zweiten Antreten erreichte er 1977 den zehnten Gesamtrang.

## Statistik

### Le-Mans-Ergebnisse
| Jahr | Team                  | Fahrzeug                | Teamkollege      | Teamkollege       | Platzierung | Ausfallgrund |
| ---- | --------------------- | ----------------------- | ---------------- | ----------------- | ----------- | ------------ |
| 1976 | Philippe Dagoreau     | Porsche 911 Carrera RSR | Christian Bussi  | Philippe Gurdjian | Ausfall     | Motorschaden |
| 1977 | Christian Goutteprife | Porsche 911 Carrera RSR | Philippe Malbran | Alain Leroux      | Rang 10     |              |